# Steirastoma marmoratum
Steirastoma marmoratum är en skalbaggsart som först beskrevs av Carl Peter Thunberg 1822.  Steirastoma marmoratum ingår i släktet Steirastoma och familjen långhorningar.
Artens utbredningsområde är:
- Paraguay.
- Uruguay.

Inga underarter finns listade i Catalogue of Life.